# Максимович, Лука
Лука Максимович (серб. Luka Maksimović, серб. кир. Лука Максимовић; род. 17 июля 1991) — сербский комик и политический деятель, известен своей сатирической ролью в качестве вымышленного политика по имени Любиша Прелетачевич «Белый» (серб. Ljubiša Preletačević «Beli», серб. кир. Љубиша Прелетачевић «Бели»). Он является лидером партии Попробуйте Сарму (серб. кир. Сарму пробо ниси, СПН «Сарму не пробовали ?»), образованной в Младеноваце в 2016 году.
Его партия участвовала в 2016 году в местных выборах, получив 20 % голосов и 12 мест совета в муниципалитете Младеновац. Сам Лука Максимович в образе «Любиши Прелетачевича Белого» участвовал в сербских президентских выборах 2017 года, заняв третье место с 9,44 % голосов.

## Псевдоним
Фамилия «Preletačević» — это юмористический каламбур. Слово preletač (по аналогии с «перебежчиком») используется в сербском языке для политика, часто меняющего политические партии с целью личной выгоды. Прозвище «бели» в Сербии означает «белый».

## Биография
Максимович родился в 1991 году в селе велика Иванка, Младеновац. Он изучал коммуникологию.

### Местные выборы 2016 года
Партия Попробуйте Сарму (СПН) была создана группой юмористов из Младеновца как вымышленная политическая сила. Они стали популярны после того, как сняли юмористический пародийный рекламный ролик для своего вымышленного лидера «Любиши Прелетачевича Белого». Так как видео приобрело популярность на YouTube, их последователи убедили сатириков участвовать в настоящих выборах. Давая ложные обещания и ложные надежды, группа утверждала, что в целом не отличается от остальных политиков, а сам Лука Максимович заявлял: «Я вру людям, и им это нравится». Их кампания была сконцентрирована на обещании открыть в местной больнице отдел эвтаназии для пенсионеров, чтобы «избавить страну от лишних расходов».
Выборы в местные советы в большинстве муниципалитетов и городов Сербии были проведены 24 апреля 2016 года, наряду с парламентскими выборами 2016 года. Максимович и его последователи сформировали пародийную политическую партию под названием Попробуйте Сарму (СПН) и участвовали в местных выборах в общине Младеновац. Поскольку СПН официально не зарегистрирована в качестве политической партии, они принимали участие в качестве списка независимых кандидатов. Этот список на удивление легко выиграл 20 % голосов и 12 мест, пропустив вперед только правящую Сербскую прогрессивную партию.

### Президентские выборы 2017 года
Максимович начал свою кампанию в сербских президентских выборах 4 марта 2017 года с политическим лозунгом «Само яко!» (Идти тяжело!). Под слоганом «Нищие наносят ответный удар» он оказался чрезвычайно популярен среди молодёжи и пользователей социальных сетей. Лидер сербской оппозиции Саша Радулович поддержал его кампанию, рассчитывая, что его кандидатура будет способствовать повышению явки в первом туре выборов, тем самым помешав премьер-министру от правящей партии и кандидату в президенты Александру Вучичу от достижения более чем 50 % голосов. Максимович подтвердил, что это была одна из его главных причин выставить свою кандидатуру.
11 марта 2017 года Максимович объявил, что он собрал 10 000 подписей, необходимых для выдвижения его кандидатуры. 13 марта национальная избирательная комиссия официально зарегистрировала его кандидатуру на пост президента. Предвыборный ролик «Любиши Прелетачевича Белого», «Beli je POBEDNIK!», был выдержан в стилистике фильма «Кунг Фьюри». Он расточал намеренно абсурдные обещания, например, вырыть в Сербии море (или хотя бы превратить в него озеро под Белградом, засыпав туда 50 тонн соли). Несмотря на то, что он выдвинулся в качестве шуточного кандидата, Максимович занял на выборах третье место, завоевав 326 055 (или 9,44 %) голосов избирателей.